# Sybra fuscovittipennis
Sybra fuscovittipennis är en skalbaggsart som beskrevs av Stefan von Breuning 1975. Sybra fuscovittipennis ingår i släktet Sybra och familjen långhorningar. Inga underarter finns listade i Catalogue of Life.